# Санборн (Њујорк)
Санборн (енгл. Sanborn) насељено је место без административног статуса у америчкој савезној држави Њујорк.

## Демографија
По попису из 2010. године број становника је 1.645.
| Група             | 2000.    | 2010.         |
| Белци             | 0 (0,0%) | 1.496 (90,9%) |
| Афроамериканци    | 0 (0,0%) | 73 (4,4%)     |
| Азијати           | 0 (0,0%) | 5 (0,3%)      |
| Хиспаноамериканци | 0 (0,0%) | 26 (1,6%)     |
| Укупно            | 0        | 1.645         |